# انقطاع الحيض الإرضاعي
هو عقم مؤقت للمرأة  يلي الولادة نتيجة انقطاع الحيض، ولكن تستمر قدرتها على الإرضاع بشكل طبيعي.

## الفسيولوجي

### المسارات الهرمونية وتحكم الغدد الصماء العصبية
- تقوم عملية الرضاعة الطبيعية بتأخير استئناف دورات المبيضين الطبيعية عن طريق تعطيل نمط إطلاق نبضات GnRH من منطقة تحت المهاد [1](hypothalamus)، وبالتالي تأخير إطلاق هرمون LH من الغدة النخامية (pituitary gland). تركيز( FSH) في البلازما أثناء الرضاعة يكون كافي لحث الجراب البويضي (follicle) على النمو، ولكن كمية هرمون LH  الغير كافية تؤدي إلى انخفاض إنتاج الأستروديولات (Estradiol) بواسطة هذا الجراب. فعند ازدياد نمو الجراب البويضي(Follicle) وعودة هرمون LH  إلي معدلاته الطبيعية، فإن عملية الرضاعة تمنع إفراز هرمون LH قبل التبويض وبالتالي تتعرض البصيلات للتمزق، أو تصبح كيسًا. فقط عند انخفاض الرضاعة إلى المستوى الذي يسمح بتكوين هرمون LH  قبل التبويض (preovulatory)، فتحدث الاباضة بتكوين الجسم الأصفر (corpus luteum) في حالته الطبيعية، لذلك تقوم عملية الرضاعة بتأخير بدء المبيضين بالقيام بدورهم الطبيعي عن طريق تثبيط وليس تعطيل المبيضين تمامًا، ولاتزال عملية تثبيط إطلاق GnRH  من تحت المهاد (hypothalamus) غير معروفة.[2]

### التحفيز الإرضاعي
ترتبط كثافة الإرضاع ارتباطًا مباشرًا بفترة انقطاع الطمث بعد الولادة. تحتوي كثافة الإرضاع على العديد من المكونات الديناميكية: تردد الرضاع، ومدة نوبة الرضاع، ومدة الرضاع في فترة 24 ساعة.  ليس من الواضح أي من هذه يلعب الدور الأكثر أهمية في الحفاظ على انقطاع الطمث. كثافة الإرضاع شديدة التغير بين السكان. تظهر الدراسات التي أجريت على النساء الأمريكيات والاسكتلنديين أن 6 مرات على الأقل يوميًا و 60 دقيقة من الرضاعة في فترة 24 ساعة ستحافظ على انقطاع الطمث. أظهرت الدراسات المتزامنة لنساء الكونج في نساء بوتسوانا وجينيج في بابوا غينيا الجديدة أن نوبات الرضاع المتكرّرة جدًا وقصيرة جدًا التي تستغرق حوالي 3 دقائق، من 40 إلى 50 مرة يوميًا ترتبط بفترة انقطاع الطمث النموذجية التي تصل إلى عامين بعد الولادة.
عندما يرضع الرضيع، ترسل المستقبلات الحسية في الحلمة إشارة إلى الغدة النخامية الأمامية في المخ، والتي تفرز البرولاكتين والأوكسيتوسين. يؤدي البرولاكتين والأوكسيتوسين إلى إطلاق الحليب وإخراجه من الحلمة في حلقة التغذية المرتدة الإيجابية.  كان يعتقد سابقًا أن هرمون البرولاكتين، الذي يتم إطلاقه من قبل الغدة النخامية الأمامية استجابةً لتحفيز العصب المباشر للرضاعة، كان مسؤولًا عن إنشاء مسارات هرمونية ضرورية للحفاظ على انقطاع الطمث. الآن، ومع ذلك، يبدو أن هذه العلاقة هي علاقة علاقة لا سببية لأن مستويات البرولاكتين في بلازما الدم هي ببساطة مؤشر على تكرار الرضاعة.  الإرضاع والإطلاق اللاحق للبرولاكتين، ليسا مسؤولين بشكل مباشر عن انقطاع الحيض  ما بعد الولادة. بل هي إحدى الآليات التي تزيد من إنتاج الحليب، وبالتالي تزيد من تكلفة التمثيل الغذائي للإرضاع من الثدي للأمهات، مما يساهم في استمرار قطع الحيض. 
يتم دعم الإرضاع كمؤشر للعقم  بدلاً من كونه عاملًا هرمونيًا مباشرًا في الدراسات التي تتعارض مع فرضية شدة الإرضاع، والتي تقول إن الإرضاع من الثدي أكثر كثافة (لفترات طويلة ومتكررة) سيؤدي إلى فترة أطول من انقطاع الطمث الارضاعي، نموذج الحمل الأيضي، الذي يفترض أن توفر طاقة الأم سيكون العامل الرئيسي لتحديد انقطاع الطمث بعد الولادة وتوقيت عودة وظيفة المبيض. 

### الرضاعة وتوافر الطاقة
تعتمد وظيفة المبيض بعد الولادة وعودة الخصوبة اعتمادًا كبيرًا على توفر طاقة الأم. ويرجع ذلك إلى التكاليف الأيضية المتسقة نسبيًا لإنتاج الحليب بين السكان، والتي تتقلب قليلاً ولكنها تمثل تكلفة كبيرة للأم.  تنص فرضية الحمل الأيضي على أنه من المحتمل أن تستأنف النساء اللاتي يمتلكن طاقة أكثر أو موارد من السعرات الحرارية / الأيض وظيفة المبيض أسرع، لأن الرضاعة الطبيعية تمثل عبئًا أقل نسبيًا على وظيفته الأيضية الكلية. تواجه النساء اللاتي لديهن طاقة أقل عبئًا أعلى نسبيًا بسبب الرضاعة الطبيعية وبالتالي فإن لديهن طاقة استقلابية فائضة أقل للاستثمار في الإنجاب المستمر. وبالتالي فإن نموذج الحمل الأيضي يتوافق مع فرضية شدة الإرضاع، حيث أن الإرضاع الأكثر كثافة يزيد من الأعباء النسبية للإرضاع من الثدي على الأم. كما أنه يأخذ في الاعتبار الإمداد الكلي بالطاقة للأم في تحديد ما إذا كانت لديها موارد كافية من السعرات الحرارية / التمثيل الغذائي المتاحة لها لجعل التكاثر ممكنًا. إذا كان صافي إمدادات الطاقة مرتفعًا بما يكفي، ستستأنف المرأة دورة المبيض في وقت قريب على الرغم من أنها لا تزال ترضع الرضيع الحالي. 

### العقم
انقطاع الطمث بحد ذاته ليس بالضرورة مؤشراً على عدم وجود عيب، لأن عودة عمل المبيض هي عملية تدريجية وقد تحدث الخصوبة الكاملة قبل أو بعد الحيض التالي للولادة. بالإضافة إلى ذلك، يمكن أن يكون اكتشاف أو ظهور أول الحيض التالي للولادة نتيجة انسداد بسبب لوتشيا( lochia ) أو هرمون الاستروجين وليس الإباضة الفعلية.  تطور انقطاع الطمث الإرضاعي كآلية للحفاظ على صحة الأم. تسمح فترة عدم الانتظام هذه للأم بتركيز طاقتها على الرضاعة الطبيعية وكذلك إتاحة الوقت لشفاء جسدها بين الولادات. يحدد تردد ومدد الإرضاع مدة بقاء الأم في حالة سيئة أثناء الرضاعة الطبيعية. ومع ذلك، هناك اختلاف بين الثقافات المختلفة. تقوم مجتمعات توركانا وجينج وكيشوا بالإرضاع من الثدي عند الطلب حتى يبلغ عمر طفلها حوالي عامين. يختلف توقيت الإباضة العائدة لهؤلاء النساء. بسبب هذه الفترات الفاصلة المختلفة بين هذه المجتمعات الثلاثة. 

## عودة الخصوبة
عودة الحيض بعد الولادة تختلف على نطاق واسع بين الأفراد. هذه العودة لا تعني بالضرورة أن المرأة بدأت بالتبويض مرة أخرى. قد تحدث دورة الإباضة الأولى بعد الولادة قبل الحيض الأول بعد الولادة أو أثناء الدورات اللاحقة. لقد لوحظ وجود علاقة قوية بين كمية الرضاعة وتأثير وسائل منع الحمل، مثل أن الجمع بين التغذية عند الطلب بدلاً من جدول زمني وتغذية حليب الأم فقط بدلاً من تكملة النظام الغذائي مع الأطعمة الأخرى سوف يطيل فترة وسائل منع الحمل الفعالة بشكل كبير . في الواقع، وجد أنه من بين الهوتريين، أدت نوبات الرضاعة الأكثر تكرارًا، بالإضافة إلى الحفاظ على التغذية في ساعات الليل، إلى انقطاع الطمث لفترة أطول. تم الانتهاء من دراسة إضافية تشير إلى هذه الظاهرة عبر الثقافات في دولة الإمارات العربية المتحدة (الإمارات العربية المتحدة) ولها نتائج مماثلة. أظهرت الأمهات اللائي يرضعن رضاعة طبيعية بشكل حصري فترة أطول من انقطاع الطمث اللاإرادي، يتراوح متوسطه بين 5.3 أشهر في الأمهات اللائي يرضعن رضاعة طبيعية حصرية لمدة شهرين فقط إلى 9.6 شهرًا في الأمهات اللائي فعلن ذلك لمدة ستة أشهر. [10] هناك عامل آخر أثبت أنه يؤثر على طول انقطاع الطمث وهو عمر الأم. كلما كانت المرأة أكبر سناً، كانت فترة انقطاع الطمث طويلة الأمد التي أظهرتها. تم العثور على نفس الزيادة في الطول لدى النساء متعددات السن بدلاً من البدائي. فيما يتعلق باستخدام الرضاعة الطبيعية كشكل من أشكال منع الحمل، ستستأنف معظم النساء اللائي لا يرضعن حيضهن في الدورة الشهرية بانتظام في غضون 1.5 إلى 2 أشهر بعد الولادة. علاوة على ذلك، كلما اقترب سلوك المرأة من المعايير السبعة للرضاعة الطبيعية الإيكولوجية، ستعود دوراتها المتأخرة (في المتوسط). بشكل عام، هناك العديد من العوامل بما في ذلك تردد الرضاعة، وعمر الأم، والمساواة، وإدخال الأطعمة التكميلية في حمية الرضيع من بين أمور أخرى والتي يمكن أن تؤثر على عودة الخصوبة بعد الحمل والولادة، وبالتالي فإن فوائد منع الحمل من انقطاع الطمث الإرضاعي ليست موثوقة دائمًا ولكن واضحة ومتغيرة بين النساء. يمكن للأزواج الذين يرغبون في المباعدة بين 18 و 30 شهرًا بين الأطفال تحقيق هذا من خلال الرضاعة الطبيعية وحدها،  على الرغم من أن هذه ليست طريقة مضمونة لأن عودة الحيض لا يمكن التنبؤ بها ويمكن أن يحدث الحمل في الأسابيع التي تسبق الحيض الأول.
على الرغم من أن الدورة الأولى بعد الولادة تكون في بعض الأحيان لا تحتوي على إباضة (تقلل من احتمال الحمل مرة أخرى قبل فترة ما بعد الولادة)، إلا أن الدورات اللاحقة تكون دائمًا عبارة عن إباضة وبالتالي يجب اعتبارها خصبة. بالنسبة للنساء، التي تميل للإباضة عن الرضاعة الطبيعية إلى العودة بعد الحيض الأول بعد فترة زمنية تبلغ 56 يومًا بعد الولادة. يمكن أن يؤدي تناول المكملات الغذائية إلى عودة مبكرة للحيض والإباضة مقارنة بالرضاعة الطبيعية الخالصة.  تبين أن الرضاعة أكثر تكرارًا لفترة زمنية أقل نجاحًا في إطالة فترة انقطاع الطمث مقارنة بالرضاعة  لفترة أطول ولكن بشكل متكرر أقل. تبين أن الاستمرار في الرضاعة الطبيعية، مع إدخال المواد الصلبة بعد 6 أشهر، إلى 12 شهرًا، كان له معدل كفاءة من 92.6 إلى 96.3 في المائة في الوقاية من الحمل. لهذا السبب، تجد بعض النساء أن الرضاعة الطبيعية تتداخل مع الخصوبة حتى بعد استئناف الإباضة.
المعايير السبعة: المرحلة الأولى من الرضاعة الطبيعية الإيكولوجية
- الرضاعة الطبيعية حصرًا للأشهر الستة الأولى من الحياة؛ لا تستخدم سوائل ومواد صلبة أخرى، ولا حتى الماء.
- تهدئة أو راحة طفلك في ثدييك.
- لا تستخدم الزجاجات ولا تستخدم اللهايات.
- النوم مع طفلك لتناول الطعام ليلا.
- النوم مع طفلك لتغذيته للقيلولة يوميا.
- إرضاعه في كثير من الأحيان ليلا ونهارا، وتجنب الجداول.
- تجنب أي ممارسة تقيد الرضاعة أو تفصلك عن طفلك.
- المرحلة الأولى هي وقت الرضاعة الطبيعية الحصرية، وبالتالي تستمر عادةً من ستة إلى ثمانية أشهر. [17][بحاجة لمصدر]

## استخدام وسائل منع الحمل
بالنسبة للنساء اللواتي يتبعن الاقتراحات ويستوفون المعايير (المذكورة أدناه) ، تكون انقطاع الطمث الإرضاعيLAM فعالة> 98 ٪ خلال الأشهر الستة الأولى بعد الولادة. 
يجب أن تكون الرضاعة الطبيعية مصدر التغذية الوحيد (أو شبه الوحيد) للرضيع. تركيبة التغذية، والضخ بدلاً من الإرضاع،  والمواد الصلبة الغذائية كلها تقلل من فعالية  انقطاع الطمث الإرضاعيLAM.
يجب أن يرضع الرضيع كل أربع ساعات على الأقل خلال اليوم وعلى الأقل كل ست ساعات في الليل.
يجب أن يكون عمر الرضيع أقل من ستة أشهر.
يجب ألا تمر الأم بفترة بعد 56 يومًا بعد الولادة (عند تحديد الخصوبة، يمكن تجاهل النزيف قبل 56 يومًا بعد الولادة).
ولتحقيق الاستفادة الكاملة من LAM وسائل منع الحمل، من الأفضل عدم تغطية وجه الطفل عند الرضاعة. إن التغطية الروتينية للطفل تقلل من وصول الطفل إلى الأكسجين والاتصال البصري مع الأم، التي تدرب الطفل على تسريع عملية الرضاعة وبالتالي تقلل من الفترة الزمنية، مما يجعل LAMانقطاع الطمث الإرضاعي أقل فعالية.
إذا لم يتم دمجها مع موانع الحمل الحاجزة أو مبيدات الحيوانات المنوية أو موانع الحمل الهرمونية أو الأجهزة الرحمية، فيمكن اعتبار طريقة انقطاع الطمث (LAM) تنظيم الأسرة الطبيعي من قبل الكنيسة الكاثوليكية الرومانية. 

## الاستخدام الثقافي  لأنقطاع الطمث عبر الثاقافات
يمكن ملاحظة استخدام طريقة انقطاع الطمث الإرضاعي(LAM) في جميع أنحاء العالم. يتم استخدامه في العديد من المجتمعات المختلفة بدرجات متفاوتة. يمكن استخدام انقطاع الطمث الإرضاعي LAM بمفرده أو مع طرق أخرى. هناك العديد من الأمثلة على استخدام انقطاع الطمث الإرضاعي LAM المشمول في الدراسات التي أجريت حول طرق تحديد النسل بعد الولادة في مختلف البلدان والمناطق في العالم. بالإضافة إلى ذلك، تم فحص العلاقة بين استخدام  انقطاع الطمث الإرضاعيLAM وتغذية الرضع وصحتهم في سياقات مختلفة. بالإضافة إلى العوامل الفسيولوجية التي تؤثر على انقطاع الطمث. يمكن للاختلافات الثقافية المشتركة أن تساعد في تفسير العديد من الاختلافات في انقطاع الطمث. 
في تركيا، كشف استكشاف انقطاع الطمث الإرضاعي LAM عن نقص واضح في المعرفة المحيطة بالعلاقة بين انقطاع الطمث  وتحديد النسل.  ومع ذلك، تتناقض هذه النتائج مع حقيقة أن الأمهات أظهرن رغبة في التعلم عن انقطاع الطمث الإرضاعي LAM كوسيلة لمنع الحمل. هذا النقص في المعرفة ليس واضحًا بالضرورة في أجزاء أخرى من العالم كما يتضح في جنوب شرق المجر باستخدام وسائل منع الحمل بعد الولادة.  هناك خلل في طريقة تحديد النسل بعد الولادة. يشكل انقطاع الطمث الإرضاعيLAM ضعف استخدام وسائل منع الحمل الأخرى تقريبًا. أحد العوامل الأساسية التي تؤثر على اختيار وسائل منع الحمل في هذا المجال هو مستوى التعليم. يرتبط مستوى أعلى من التعليم بفرصة أكبر لاستخدام وسائل منع الحمل الفعالة بدلاً من LAM.
ترتبط كل من التغذية وصحة الأم والرضيع باستخدام انقطاع الطمث الإرضاعي LAM في المجتمع الدولي. من خلال الترويج لـ LAM ، تصبح الرضاعة الطبيعية الحصرية للرضيع أكثر بروزًا من أجل جعل LAM فعالة بقدر الإمكان. في مصر، ثبت أن هذا لمكافحة الممارسات الغذائية السيئة للأمهات. للتأكد من حصول الرضع على ثراء حليب الأم بالكامل، يجب أن تأخذ الأمهات ممارساتها الغذائية على محمل الجد، مما يؤدي إلى تحسين التغذية بشكل عام.  تقدم إحدى المناطق في كينيا دليلًا على وجود صلة كبيرة بين التغذية السليمة وحركة لام، وخاصةً مع الأطفال الرضع. هذا الاستخدام الحصري للرضاعة الطبيعية له تأثير إيجابي على منع الحمل وكذلك تقليل وفيات الأطفال. أظهر تعزيز انقطاع الطمث الإرضاعيLAM زيادة في الرضاعة الطبيعية بشكل عام، مما أدى إلى فرص أفضل للبقاء للرضع.